# Битва на пляже Пентемили
Битва на пляже Пентемили (греч. Πέντε Μίλι) — бои в течение 3 дней (20—22 июля 1974 года) за плацдарм на пляже Пентемили между кипрскими и высадившимися 20 июля 1974 года турецкими войсками. С высадки на пляж Пентемили на северном побережье Кипра началось турецкое вторжение на Кипр. Пляж расположен в 5 милях (8 км) к западу от Кирении. 
Высадка турецких войск на Пентемили стала начальной точкой Операции «Аттила» — вторжения турецких вооружённых сил на территорию северного Кипра в последние дни правления в Греции хунты «чёрных полковников». В июле 1974 года, при поддержке греческой хунты, президент Кипра архиепископ Макариос был низвергнут, но выжил, контроль над островом перешёл к группе радикалов, возглавляемых Никосом Сампсоном, представителем греческой подпольной организации EOKA-B, заявлявшей о своей цели присоединить Кипр к Греции (энозис). Несмотря на заверения нового руководства в лояльности по отношению к турецкому населению острова, под предлогом восстановления конституционного порядка 20 июля 1974 года Турция отправила на остров свою армию.

## 20 июля 1974 года

### Высадка
Турецкая боевая группировка отбыла из порта Мерсин в 11:30 19 июля. Примерно в 05:00 20 июля флот достиг северного побережья Кипра. Турки пропустили место высадки на Пентемили и оказались на непригодном для десантирования каменистом пляже у мыса Гликиотиса, в 3 км к западу от Кирении. Из-за этого плановый срок начала высадки сдвинулся с 05:30 на 07:15. К 13:00 турецкий десант был высажен.

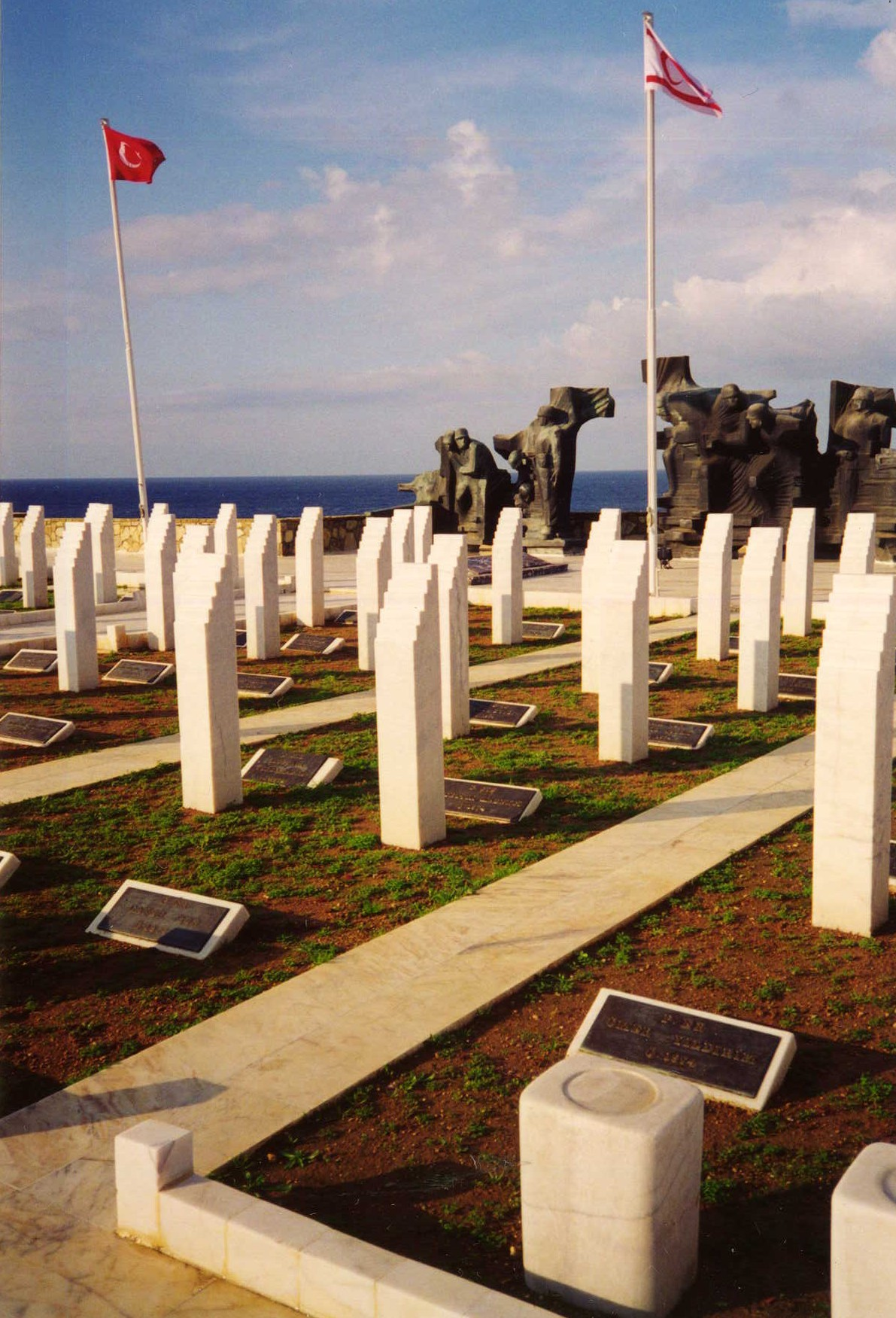
Монумент в честь павших в боях на Пентемили

В составе турецкого десанта была одна пехотная бригада «Cakmak» (состоявшая из 50-го пехотного полка (3 батальона) и полка морской пехоты) численностью 3500 человек, 12 орудий, 15 танков M47 и 20 БТР М113. Танки M47 не удалось высадить на берег, поскольку узкая береговая полоса не позволяла транспорту приблизиться к пляжу. Одна рота также была десантирована с вертолётов на холмы к югу от пляжа. В общей сложности в тот день на плацдарме Пентемили высадилось около 3000 солдат.
Высадка прошла без сопротивления, поскольку в этом районе отсутствовали подразделения кипрской национальной гвардии. Целью турецких войск был город-порт Кирения, примерно в 8 км к востоку от Пентемили. Турки, осуществив десант, сразу же приступили к расширению плацдарма.

### Греческое противодействие турецкому десанту
Возможность высадки турецких войск на Пентемили была предусмотрена в плане кипрской национальной гвардии «Aphroditi 1973». Реализация этого плана по распоряжению Верховного командования Национальной гвардии началась в 07:00. Ближе других подразделений к пляжу дислоцировался 251-й пехотный батальон подполковника Павлоса Куруписа. 1-я рота этого батальона заняла позиции напротив турецких позиций около 09:30, в то время как 2-я и 3-я рота располагались в районе населённой турками деревни Темплос. 251-й батальон поддерживал танковый взвод из 5 танков Т-34-85 23-го танкового батальона, базировавшегося в Никосии. 1-я рота заняла позиции к востоку от турецкого плацдарма, танковый взвод — к юго-западу от плацдарма, в районе Пикро Неро.
В 10:00 батальон получил приказ атаковать плацдарм. Численное превосходство турок не позволяло рассчитывать на серьёзный успех, однако атака, очевидно, стала неожиданностью для турецкого командования и привела к некоторым потерям. Тем не менее, турки смогли организовать ответный огонь и остановить дальнейшее продвижение киприотов-греков. Таким образом, был удержан плацдарм в 300 м в глубину к югу от берега и 1—1,5 км в длину к востоку от места высадки. С началом перестрелки несколько артиллерийских батарей Национальной гвардии вели спорадический и неточный огонь. Так как эти артиллерийские части не имели командования, некоторые из них не действовали вовсе.
Примерно в 12:00 турецкие войска попытались продвинуться на восток при поддержке БТР. Атака была отражена, два БТР уничтожены танками Т-34-85, но 251-й батальон киприотов был вынужден несколько отступить на восток. На западной стороне плацдарма турецкие войска продвинулись примерно на 1 км, не встречая сопротивления, и остановились, поскольку главной целью оставалось расширение плацдарма на востоке, с целью движения к Кирении.

### Мобилизация Национальной гвардии
Два резервных батальона греков-киприотов были сформированы в Кирении (326-й) и в Айос-Еорьос (306-й). 326-й батальон так и не был мобилизован, так как его обмундирование хранилось к северу от Караваса — на другой стороне турецкого плацдарма. Верховное командование Национальной гвардии также отправило в качестве подкрепления два батальона из Никосии. Поскольку дорога из Никосии в Кирению находилась под контролем турецких киприотов анклава Гёньели, этим подразделениям пришлось следовать более длинным маршрутом через Панагру, к западу от плацдарма. Эти подразделения были объединены в 281-й батальон, которому была поставлена задача пройти через деревню Панагра и вместе с 286-м мотострелковым батальоном, усиленным тремя танками Т-34-85, занять деревню Каравас к западу от турецкого плацдарма.
Оба подразделения в районе деревни Контеменос были атакованы ВВС Турции и понесли тяжёлые потери, в том числе 6 БТР. Командир 286-го батальона был ранен и впоследствии умер от ран. В результате боевой дух солдат был подорван, и оба подразделения получили приказ закрепиться в Панагре и перегруппироваться. Ближе к вечеру одной роте 286-го батальона, в том числе 3 танкам и взводу, оснащённому безоткатными орудиями M40 калибра 106 мм, было приказано продолжать наступление. Остальным частям 286-го батальона было предписано готовиться к участию в запланированной ночной атаке.
316-му резервному батальону из Морфу (к западу от плацдарма) было приказано отправить две роты в Кирению. Не знавшие расположения турецких войск солдаты около 13:00 попали в засаду и понесли потери. Осознав, что дорога к Кирении заблокирована, батальон занял оборонительные позиции. В 16:30 подразделения 286-го батальона прибыли и объединились с 316-м батальоном. Один Т-34-85 был подбит огнём турецкой артиллерии.
Примерно в 20:00 в западный сектор для координации действий киприотов прибыл офицер штаба Верховного командования Национальной гвардии, подполковник Константинос Буфас.
Около 21:00 281-й батальон, расположившийся в Панагре, получил приказ усилить позиции на западном фланге плацдарма. Батальон прибыл на позиции около 23:00.
Оставшихся бойцов 281-го батальона, 2 роты 316-го батальона, 1 роту 286-го батальона, а также артиллерию и танки, объединённые в так называемую «боевую группу Буфаса» планировалось задействовать в ночной атаке.

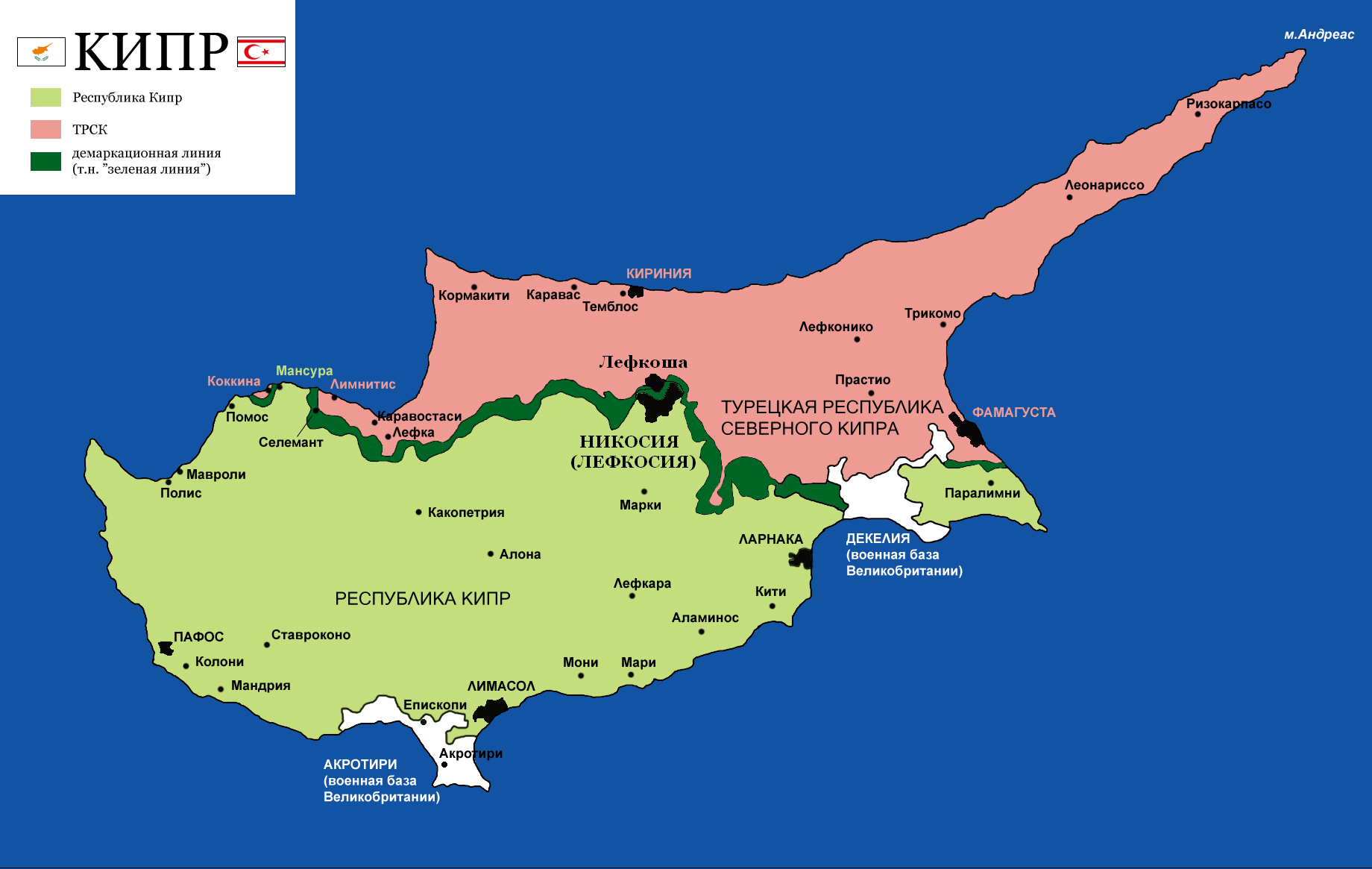
Карта Кипра после раздела

## Ночная атака
Ночная атака планировалась около 02:30, без артиллерийской поддержки. В 02:15 командир 316-го батальона был тяжело ранен турецким миномётным огнём.
Атака киприотов на западе плацдарма началась только с миномётной поддержкой. Она проводилась в основном силами 286-го батальона, который атаковал «в лоб» клиновидные укрепления турок, усиленные пулемётным огнём БТР. После преодоления передовых турецких укреплений и продвижения вглубь на 500 м атака киприотов была остановлена шквальным огнём турецких подразделений, оборудовавших свои оборонительные позиции в течение дня. 316-й батальон оставался в резерве. Для того, чтобы избежать потерь от действий ВВС Турции, накануне рассвета киприоты были вынуждены отойти на исходные позиции.
На востоке от плацдарма 1-й роте 251-го батальона было приказано атаковать, но под плотным турецким огнём она вскоре отступила на исходные позиции. Прибывший 306-й батальон позднее начал собственную атаку, которая также не удалась.
На юге от плацдарма резервный батальон, перенасыщенный резервистами (явка резервистов в Никосии была большей, чем ожидалось) — «Батальон Пантациса» (по имени командира), прибыл без информации о позициях противника. Ночью в какой-то момент, продвигаясь на север, солдаты батальона поняли, что пересекли турецкие позиции. После перестрелки без серьёзных потерь батальон смог уйти из турецкой засады и занять оборонительные позиции. Батальон потерял в общей сложности 7-10 человек убитыми и ранеными, в том числе своего командира, получившего ранение в руку. К исходу ночи многие из резервистов батальона дезертировали и вернулись в Никосию. Батальон распался.

#### Смерть полковника Караогланоглу
Примерно в 03:00 турецкий полковник Караогланоглу, командир 50-го пехотного полка турецкой армии, был убит в постройке в 300 м к востоку от пляжа Пентемили. Причиной его смерти официально стал миномётный или артиллерийский огонь киприотов. Однако по воспоминаниям генерала Бедреттина Демиреля, убившие полковника два снаряда были выпущены из 3,5-дюймового гранатомёта M20. Отверстия, которые снаряды проделали в постройке, располагались так, что Демирель подозревал нарушение «огневой дисциплины» — дружественный огонь. В пользу этой позиции говорит также тот факт, что максимальная дальность стрельбы из M20 составляет 300 м, и судя по той стороне, откуда пришли снаряды, выстрелы были сделаны изнутри турецкого плацдарма.

## 21 июля 1974 года
21 июля на плацдарме Пентемили значительных боевых действий не велось. Турецкие войска заняли некоторую территорию на востоке к полудню. На южном фланге, где отсутствовали подразделения киприотов, турки продвинулись на 500 м к подножию гор Кириния (Пендадактилос), но остановились из-за вызванного бомбардировками ВВС Турции крупного пожара.
Вдалеке от Пентемили, в порту Мерсин, готовилась к отправке вторая волна турецких войск. Она состояла из танковой роты (17 танков) 39-го дивизионного танкового батальона и мотострелковой роты 49-го полка с несколькими БТР M113. Группировка, названная «Целевая группа Бора» покинула Мерсин в 13:30 21 июля 1974 года и направилась к Пентемили.

## 22 июля 1974 года

### Прибытие второй волны турецких войск

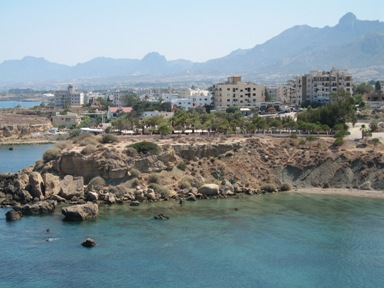
Кирения — цель турецкого десанта

«Целевая группа Бора» прибыла на пляж Пентемили в 09:00. Генерал-майор Бедреттин Демирель, командир 39-й дивизии, назначил бригадного генерала Хакки Боратаса командиром «Целевой группы», в то время как сам принял на себя командование всеми турецкими силами на плацдарме.
При прибытии Демирель, знавший о подписании соглашения о прекращении огня с 17:00, решил немедленно начать атаку на Кирению. Он заметил, что турецкие войска на передовой были в плохом состоянии и имели низкий моральный дух, тем не менее он настаивал на немедленном наступлении.
Атака «Целевой группы Бора» при поддержке 50-го полка началась в 11:00.

### Изменения на греческой стороне
На греческой стороне Верховное командование Национальной гвардии признало неспособность 3-й тактической группы, отвечавшей за сектор Кирении, координировать силы и ликвидировать турецкий плацдарм и передало командование всеми греческими силами к западу и востоку от плацдарма полковнику Кобокису — командиру спецназа Кипра. Кобокис получил 33-й батальон спецназа в качестве подкрепления, а также роту 346-го пехотного батальона с импровизированными БТР (модифицированными гусеничными артиллерийскими тягачами АТС-712) и взвод с 4 артиллерийскими орудиями.
В период между ночной атакой 20-21 июля и утром 22 июля большинство солдат 306-го батальона отступили к Кирении. В 09:00 33-й батальон спецназа (две роты, общей численностью менее 150 человек) прибыли в деревню Айос-Еорьос, где должен был закрепиться 306-й батальон.

## Атака на Кирению
В 11:00 турецкие войска начали наступление на восток, в сторону Кирении. Тяжесть основного удара турок пала на 33-й батальон спецназа. После короткого боя, в которой были уничтожены два турецких танка M47, около 11:30 греческая оборона была прорвана. 33-й батальон спецназа было приказано распустить и заново сформировать в Кирении. Части 251-го и 306-го батальонов киприотов, оказавшиеся на флангах турецкого прорыва, не смогли повлиять на исход сражения и также отступили в Кирению. После обращения Кобокиса к командиру 241-го батальона, дислоцированного к востоку от Кирении, его части оставили город и попытались организовать его оборону. Слева от 241-го батальона заняли позиции резервисты 306-го батальона, остальные солдаты расположились на местном футбольном поле. Ещё 3 турецких M47 были уничтожены, но в конце концов позиция 241-го батальона киприотов была захвачена, а командир 306-го батальона взят в плен. Очистка города от оставшихся греческих войск заняла много времени, до утра 23 июля. В ходе штурма Кирении командир «Целевой группы Бора» Хакки Боратас получил тяжелое ранение в ногу.
Турецкий командующий генерал-майор Демирель, оставив половину турецких сил в Кирении для дальнейшей очистки города от греческих сил, отправил остальную часть на юг в направлении Богаза, чтобы объединить плацдарм с анклавом Гёньели. Примерно в 17:30 турецкие танки объединились с турками-киприотами и турецкими десантниками в Богазе.
Несмотря на вступление в силу соглашения о прекращения огня, бои продолжались как в Кирении, так и в районе плацдарма Пентемили.